# Higuera de la Sierra
Higuera de la Sierra – gmina w Hiszpanii, w prowincji Huelva, w Andaluzji, o powierzchni 24,48 km². W 2011 roku gmina liczyła 1390 mieszkańców.